# Шахрак-е-Ґольмарз
Шахрак-е-Ґольмарз (перс. شهرک گلمرز) — село в Ірані, входить до складу дехестану Баш-Калах у Центральному бахші шахрестану Урмія провінції Західний Азербайджан.